# Lipotriches satelles
Lipotriches satelles är en biart som först beskrevs av Cockerell 1912.  Lipotriches satelles ingår i släktet Lipotriches och familjen vägbin. Inga underarter finns listade i Catalogue of Life.

## Bildgalleri

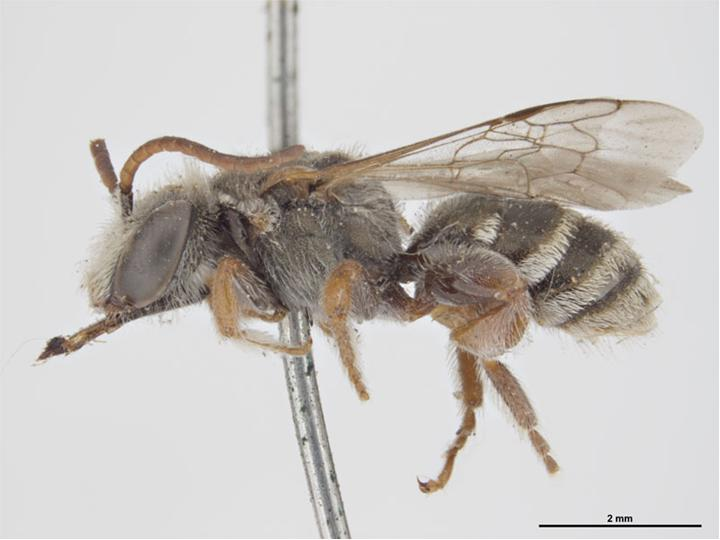